# Düxer Bock
Koordinaten: 50° 56′ 4,4″ N, 6° 58′ 38,5″ O

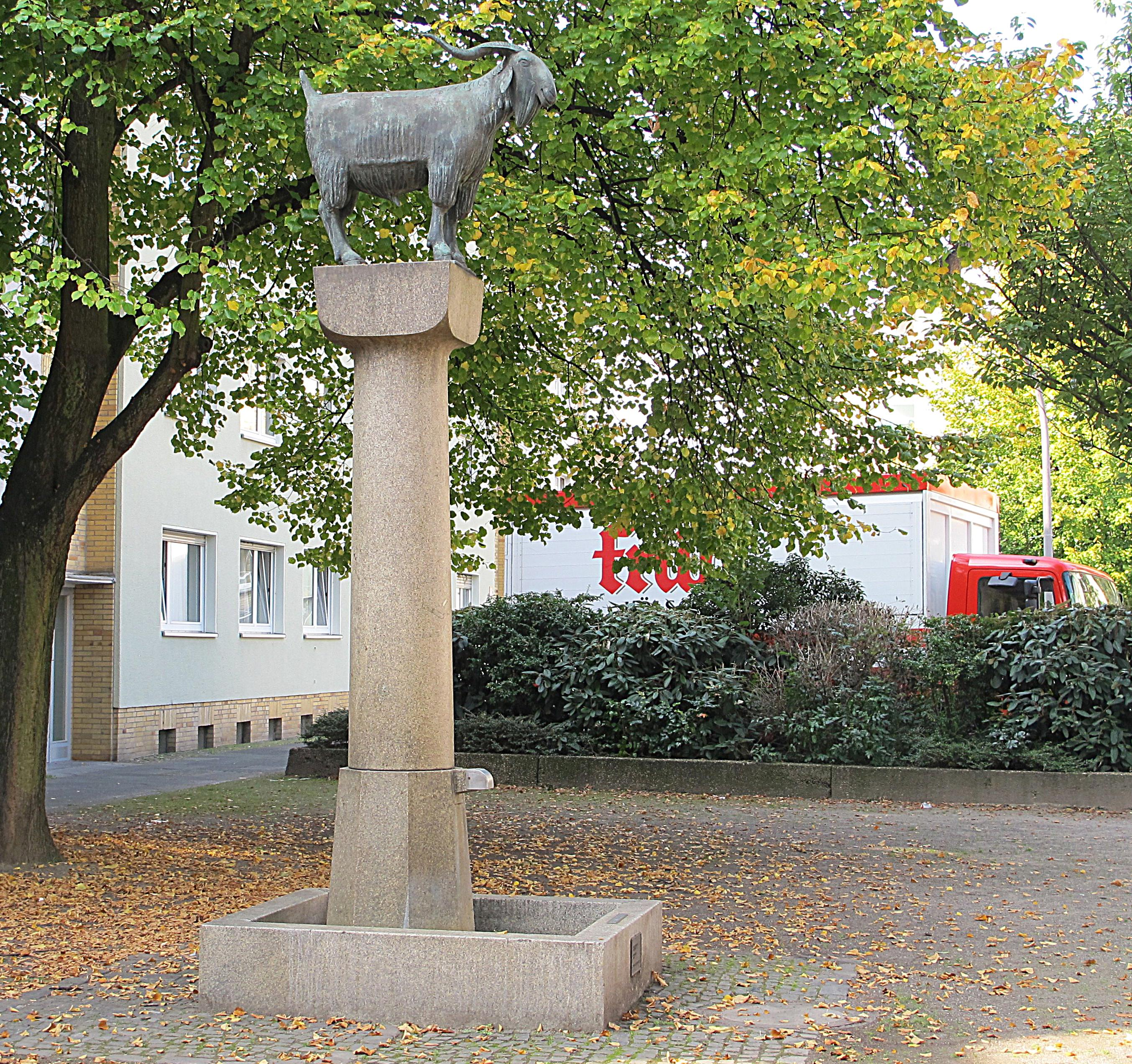
Das Denkmal mit dem von Gerhard Marcks geschaffenen Düxer Bock in Köln.

Der Düxer Bock ist das inoffizielle Wappentier des Kölner Stadtbezirks Deutz. Zahlreiche Vereine und Initiativen führen den Düxer Bock im Namen, Logo oder als Maskottchen. Seit 1964 steht auch ein Denkmal mit einem von Gerhard Marcks geschaffenen Abbild des Düxer Bocks in Deutz und erinnert an die städtische Legende.

## Legende
Von der Legende zum Düxer Bock gibt es verschiedene Überlieferungen, auch als Langfassung einige Seiten lang. Die Geschichte gliedert sich in zwei Teile. Der erste Teil behandelt einen skurril ausgetragenen Nachbarschaftsstreit und stellt den Kern der Geschichte zum Düxer Bock dar. Der zweite Teil ist versöhnlicher in Form einer Liebesgeschichte mit einem Happy End. Bei einigen Varianten werden beide Teile miteinander vermischt.

### Teil I
Vor langer Zeit wohnte in Deutz ein fleißiger Schneider, der seinen kargen Lohn durch das Züchten von Singvögeln aufbessern musste. Die Singvögel saßen in vielen kleinen Käfigen, die über seinem Fenster hingen. Gegenüber, in der Siegburger Straße 24, wohnte ein Nachbar, von Beruf Steuereinnehmer, der sehr lange schlief und sich vom fröhlichen Gesang der Singvögel in seinem Morgenschlaf gestört fühlte. Der Steuereinnehmer konnte den Schneider nicht überzeugen, auf ein anderes Zubrot umzusteigen und verklagte ihn vor Gericht. Dort unterlag der Steuereinnehmer, weil der pfiffige Schneider den Richter auf den Umstand hinwies, dass in Köln viele Familien Singvögel vor ihren Fenstern hielten und selbst der Richter dazu gehörte.
Diese Niederlage ertrug der Steuereinnehmer nicht. Schließlich kam der Steuereinnehmer auf die Idee, den Schneider mit seinen eigenen Waffen zu schlagen und hängte einen Geißbock in einem großen Vogelkorb an seinem Fenster auf. Der Bock wurde schlecht gefüttert, und so tönte sein Meckern über die ganze Straße. Die Aktion war sehr erfolgreich, weil die Leute über den Schneider spotteten, überall wo er sich sehen ließ, und ihn mit einem lauten „Schneidermeckmeckmeck“ verunglimpften.
Nach 14 Tagen verendete das Tier und der Schneider atmete erleichtert auf. Doch er hatte sich zu früh gefreut. Der reiche Steuereinnehmer hatte einen steinernen Bock anfertigen lassen und diesen über seiner Haustür anbringen lassen. Da merkte der Schneider, dass er den Kürzeren gezogen hatte. Der Schneider bot an, auf seine Singvögel zu verzichten, wenn im Gegenzug der steinerne Bock wieder entfernt würde. Doch der Steuereinnehmer blieb hart. Schließlich konnten der Schneider und seine Familie den Spott und Hohn nicht mehr länger ertragen, und sie zogen fort.

### Teil II
Bereits nach dem Gerichtsurteil entdeckten die Tochter des Schneiders, Gertrud, und Fritz, der Sohn des Steuereinnehmers ihre Zuneigung zueinander. Sie konnten sich nur heimlich treffen, da ihre Väter nichts von der Liebe bemerken sollten. Als die Familie Deutz verließ, glaubte Fritz seine Gertrud verloren zu haben. Viele Jahre später, als der Steuereinnehmer verstarb und das Haus zum Verkauf stand, kam die Tochter heimlich zurück nach Köln und kaufte das Haus mit dem Bock. Später traf sie Fritz zufällig und heiratete ihre Jugendliebe.

## Historische Gebäude und Volksbräuche
Die Geschichte zum Düxer Bock ist sehr alt. Bereits im Jahre 1512 wurde ein Haus in der Siegburger Straße erwähnt mit dem Namen „Im Bock“, das 1583 „Wirt im Bock“ hieß und schließlich 1795 „Das Haus mit dem Bocksbild“. Der Düxer Bock aus schwarzem Stein war über dem Hauseingang angebracht. Im Mittelalter galt der Kölner Brauch, dass ein Schneidergeselle nach bestandener Prüfung den steinernen Bock zu küssen hatte und ihn unter Hutschwenken dreimal hochleben lassen musste.
Später wurde eine Hausfahne angefertigt, die sogenannte Düxer Bockfahne, auf der eine Waage symbolisch darstellen sollte, dass ein Geißbock mehr als 99 Schneider wiegt. Die Düxer Bockfahne wurde alljährlich an den Schützenfesttagen ausgehängt.
Das historische Gebäude in der Siegburger Straße 24 wurde 1935/36 abgerissen. Auslöser war die Baumaßnahme zur Verbreiterung der Brückenauffahrt zur Deutzer Brücke, bei der zahlreiche Häuser weichen mussten. Die Stadt Köln versprach damals den Deutzern ein neues Bockdenkmal. Wo früher das Haus stand, ist heute eine Wiese.
Die Düxer Bockfahne und das Relief vom Düxer Bock sind im Archiv des Kölner Stadtmuseums eingelagert.

## Denkmal Düxer Bock

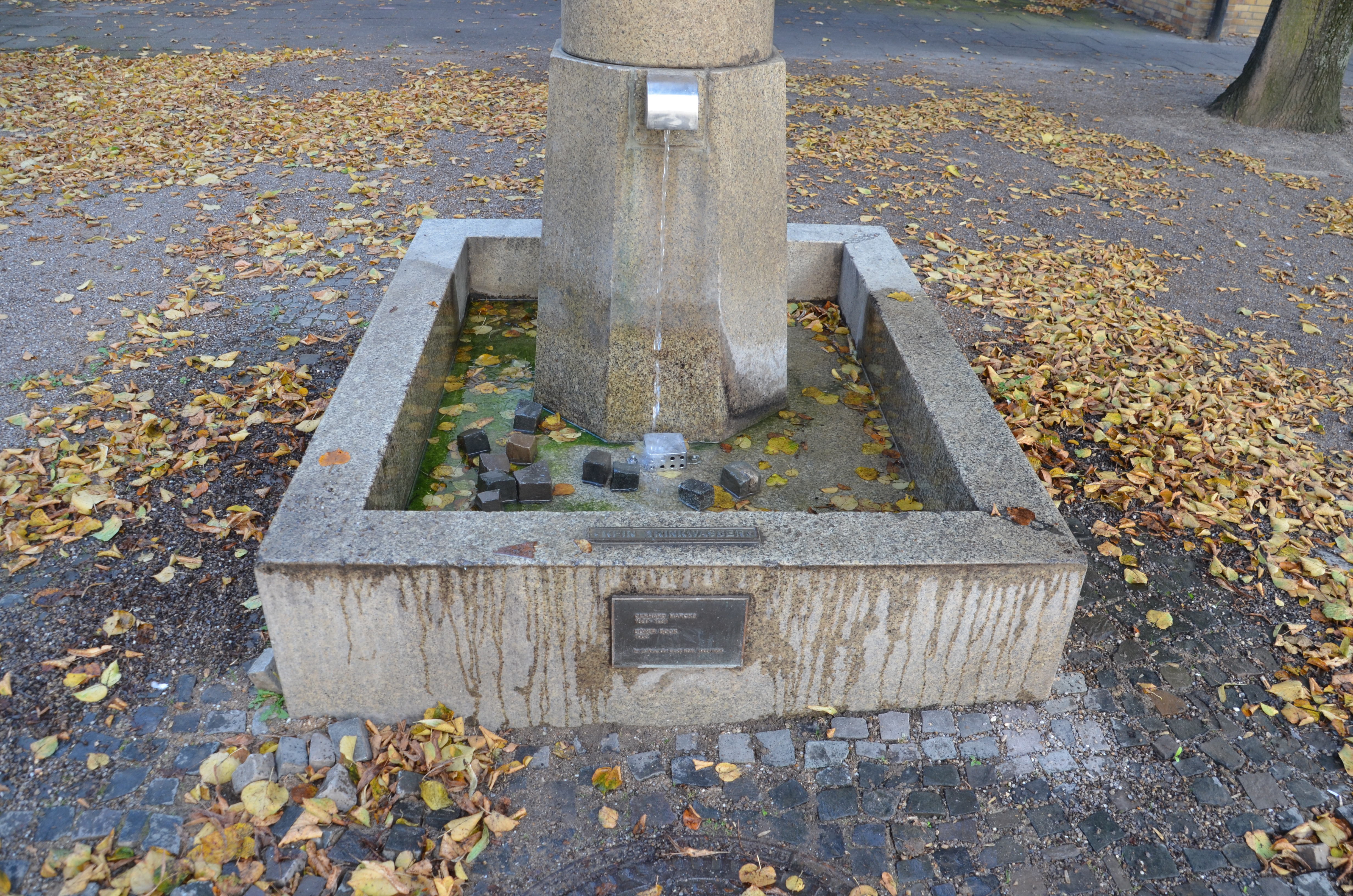
Stand 2016

Das anstehende 500-jährige Bestehen der Deutzer St.-Sebastian-Schützenbrüderschaft verstärkte den Druck, sich an das versprochene Denkmal zum Düxer Bock zu erinnern, dem die Stadt Köln schließlich nachgab. Bei seiner Gestaltung gingen dann die Vorstellungen der Deutzer Bürger und des Kölner Stadtrats etwas auseinander, der Kölner Rat bestand jedenfalls auf einer modernen, zeitgemäßen Skulptur.
Der zu dieser Zeit in Köln ansässige Bildhauer Gerhard Marcks, der sich bereits zu Anfang seiner künstlerischen Laufbahn mit Tierdarstellungen beschäftigt hatte, führte das Denkmal aus. Mit seinen frühen Studien im Berliner Zoo war er so erfolgreich, dass er besonders als Tierbildhauer bekannt geworden war. Dem Wunsch des Kölner Rates entsprechend entstand so eine Tierskulptur, die in ihrer „vereinfachten Form das Wesen des typischen Geißbockes einzufangen scheint“.
Die Bronzeplastik steht auf einer 2,50 Meter hohen Säule mit einem angedeuteten romanischen Würfelkapitell. Am Sockel befindet sich ein schlichter rechteckiger Brunnen.
Bei der Einweihungsfeier am 24. Oktober 1964 waren zahlreiche Vereine und eine große Menschenmenge anwesend. 1989 wurde der Brunnen unter Denkmalschutz gestellt, die elf Gebäude um ihn herum als Gesamtanlage im Jahr 1993.

## Aufstellungsort des Denkmals

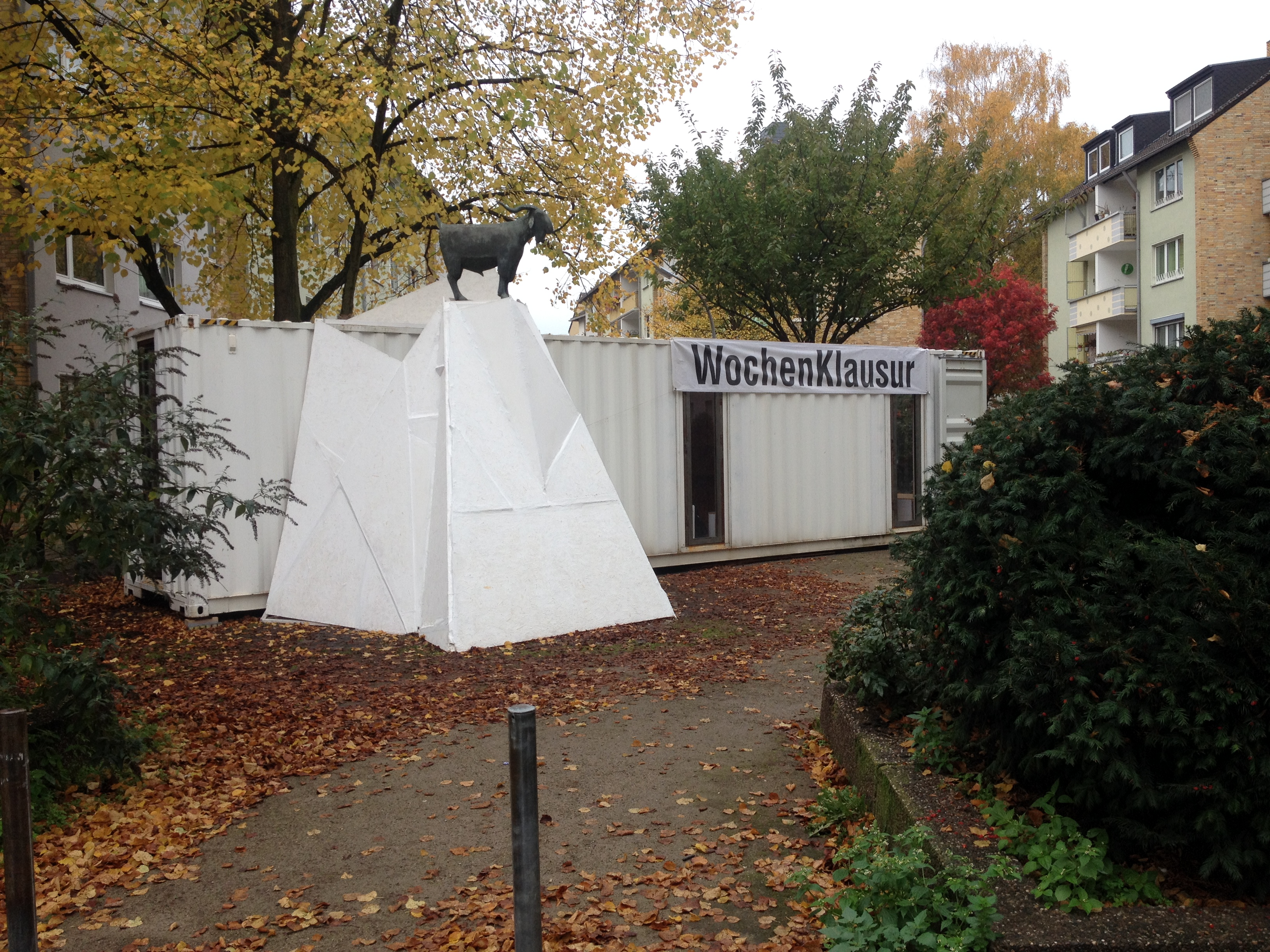
WochenKlausur 2013.

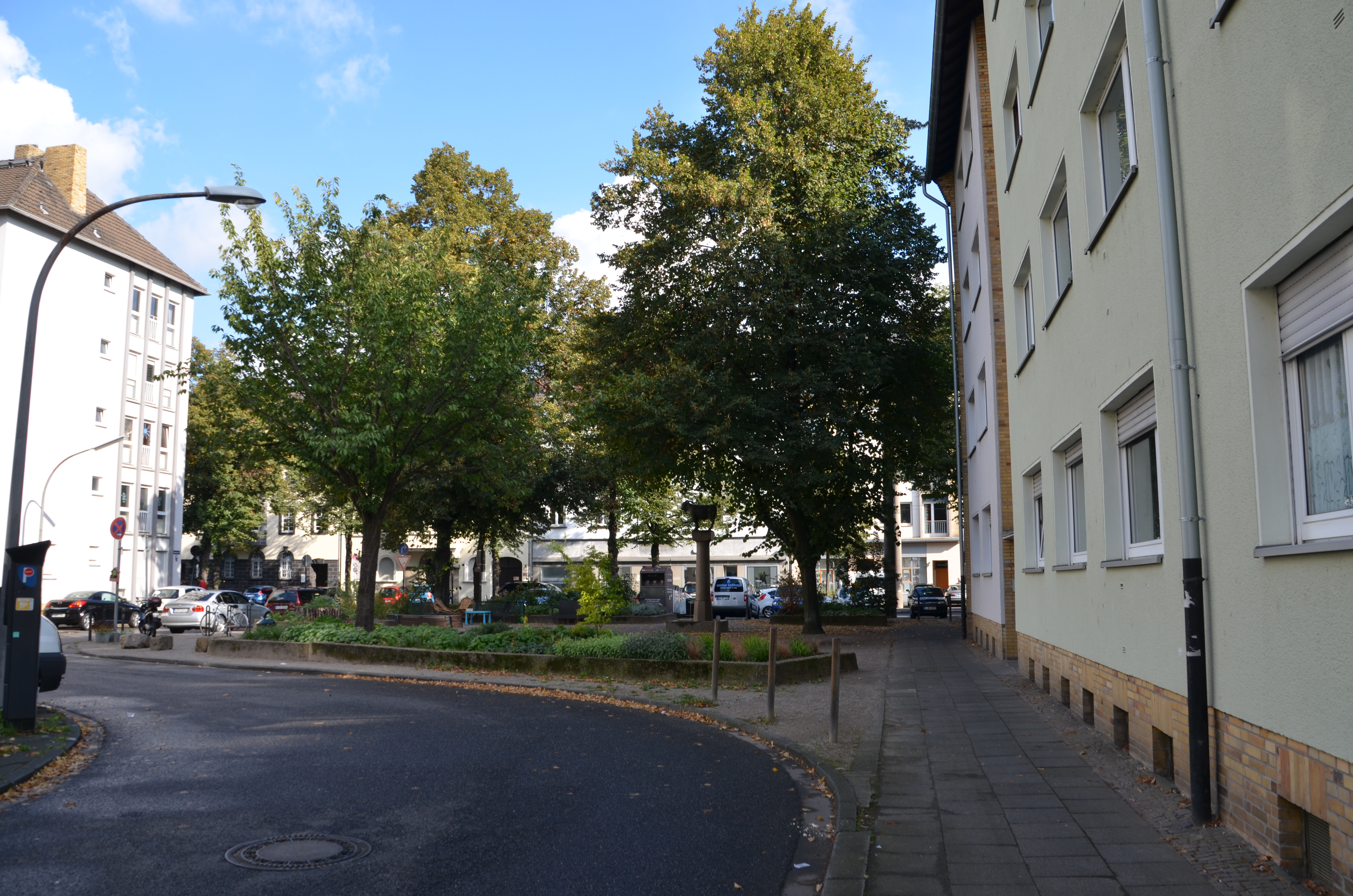
Platz „Am Düxer Bock“, 2016.

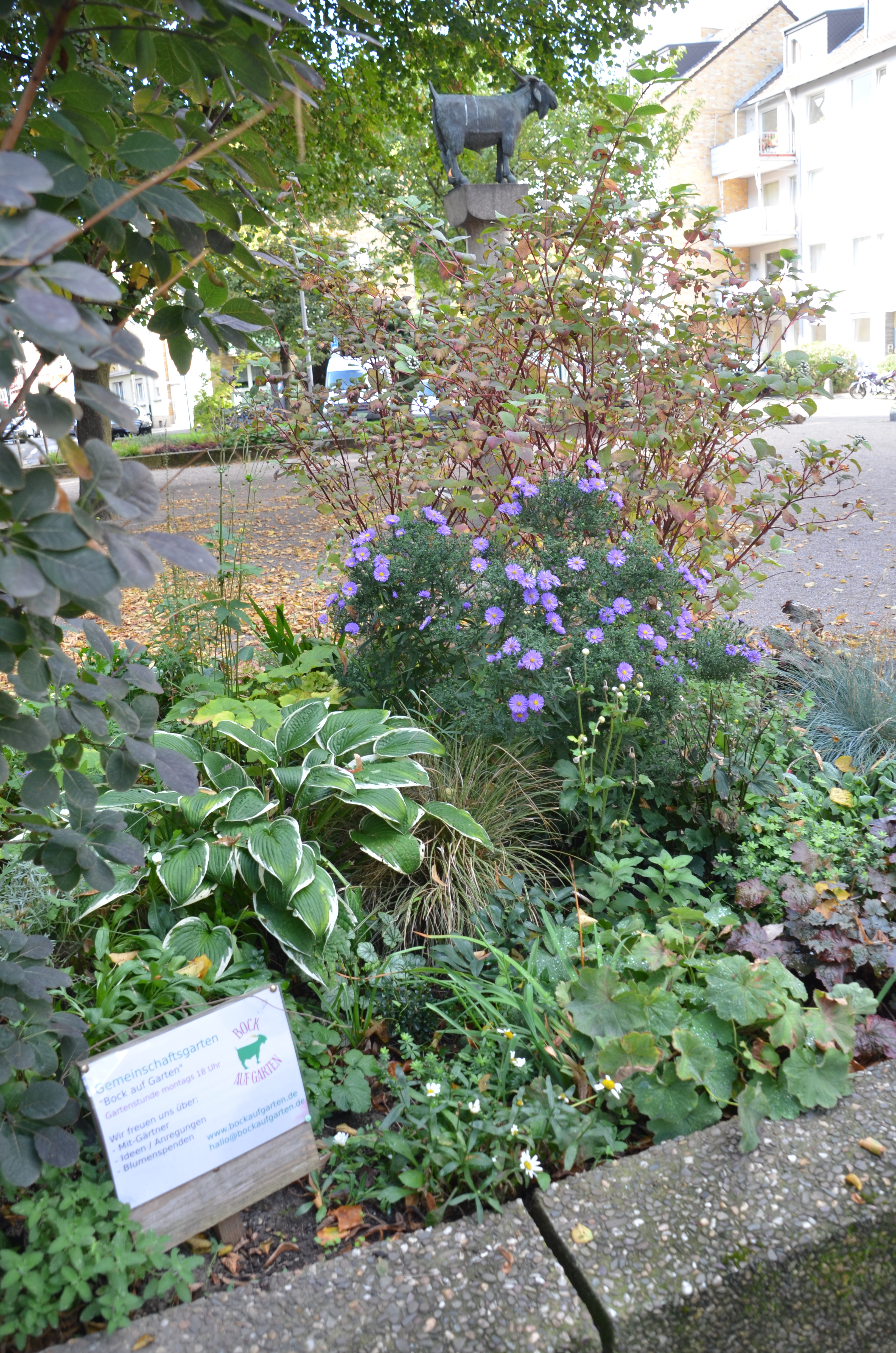
Gemeinschaftsgarten Bock auf Garten

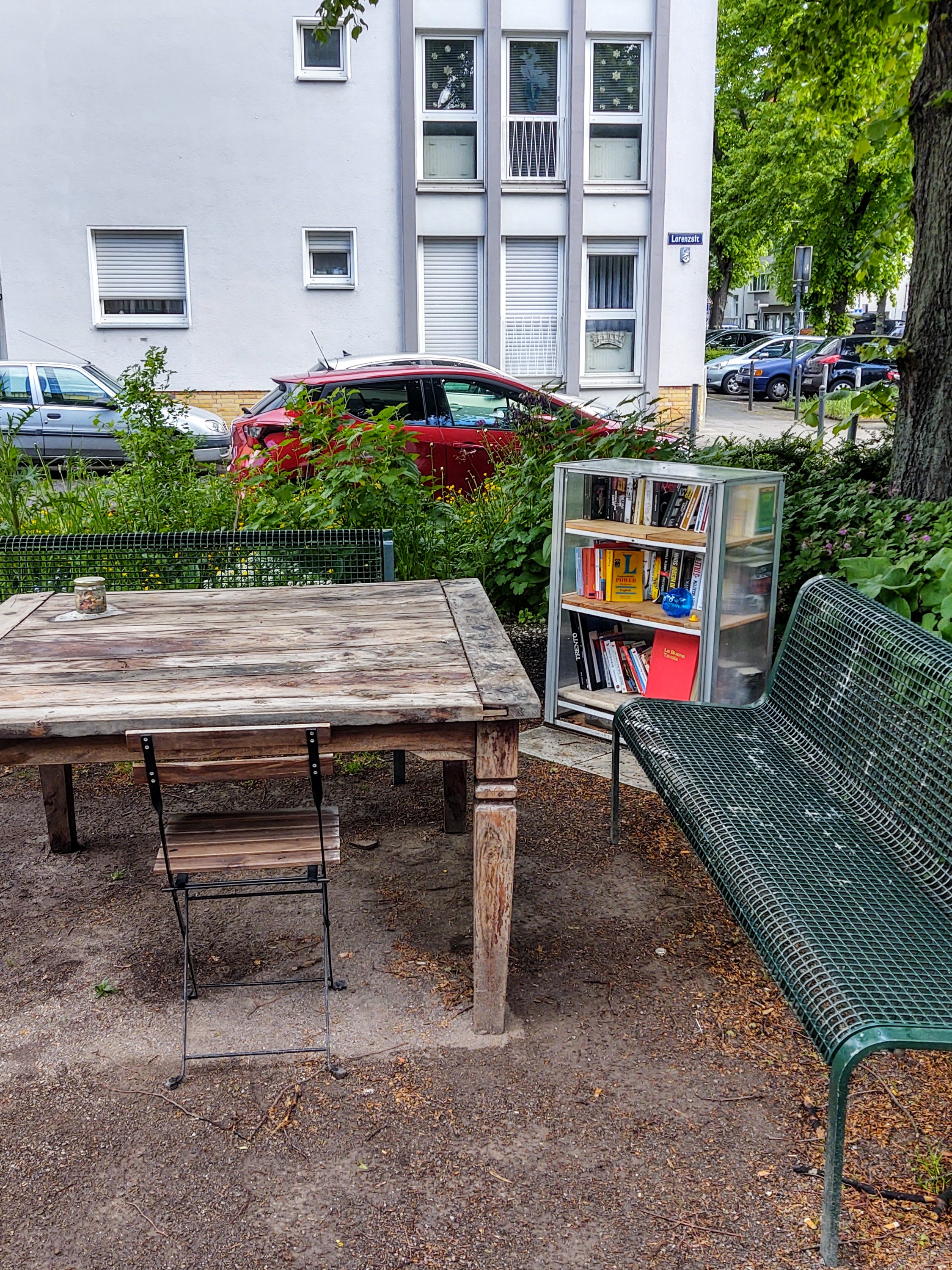
Öffentlicher Bücherschrank am Düxer Bock

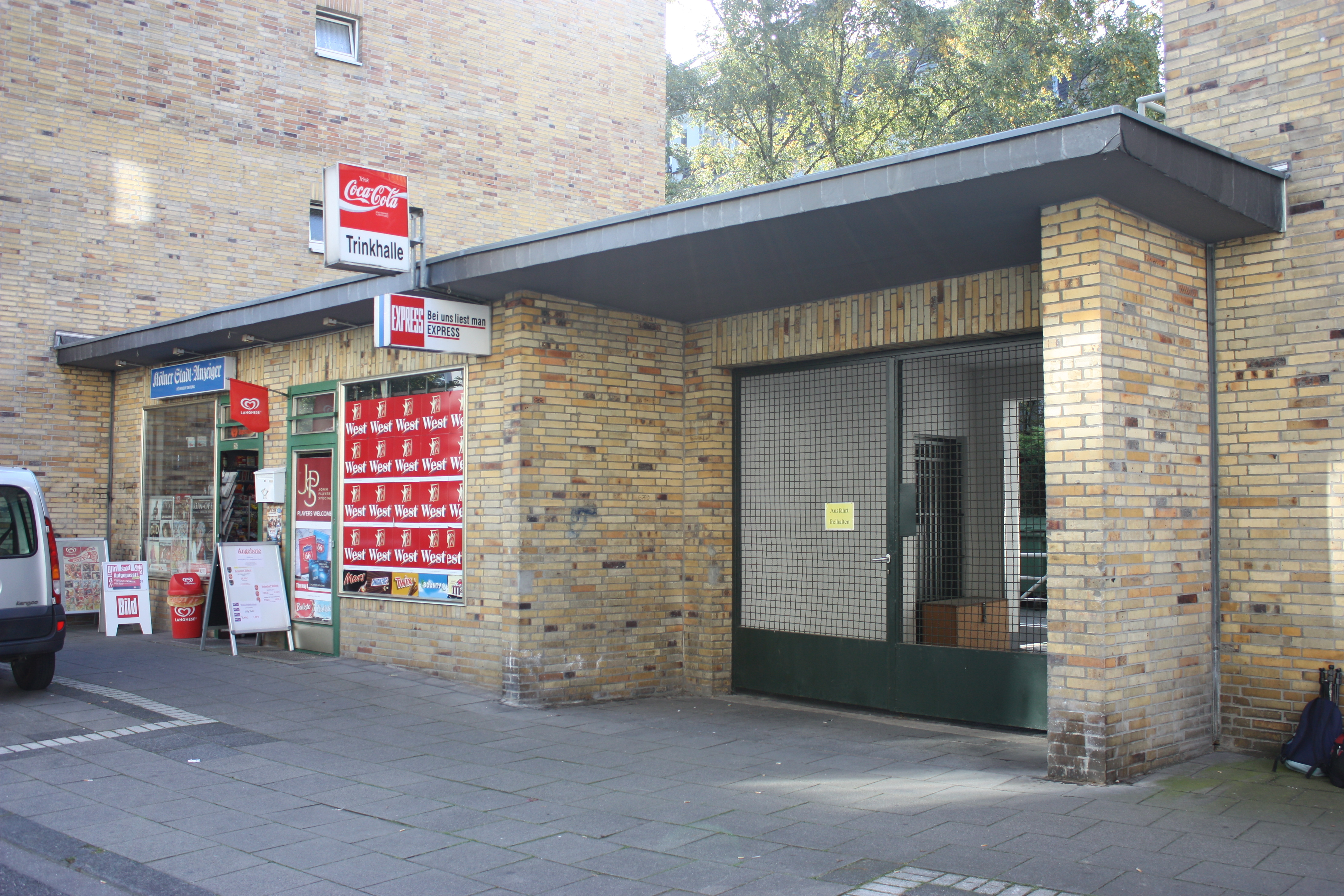
Ehemaliges Lokal, Stand 2011 ein Kiosk.

Aufgestellt wurde das Denkmal nicht am historischen Ort in der Siegburger Straße 24, sondern an einen kleinen Platz an der Lorenzstraße. Der kleine Platz besaß bis Juni 2017 keinen offiziellen Namen und wurde im Amtsdeutsch oft umschrieben mit „Grünfläche an der Lorenzstraße“. Insgesamt weist der Platz, wie auch die umliegenden Straßen, bis auf den Düxer Bock nur wenige identifikationsfördernde Merkmale auf.
Die Stadt Köln nahm dies zum Anlass, über das Kölner Format „StadtLabor für Kunst im öffentlichen Raum“ die österreichische Künstlergruppe WochenKlausur zu beauftragen. Vom 21. Oktober bis 14. November 2013 wurde dazu als Anlaufstelle ein „Gesprächscontainer“ aufgestellt. Als Standort wurde der Düxer Bock gewählt, dessen Sockel, um die Aufmerksamkeit der Bevölkerung auf das Vorhaben zu lenken, mit einem weißen, als „Berg“ stilisierten Zelt eingehüllt wurde. Die Künstlergruppe führte in den drei Wochen über 200 Gespräche mit Anwohnern, Gewerbetreibenden und Interessenvertretern. Die Leiterin des Stadtplanungsamtes lobte das dialogische Vorgehen der Künstler: „In so einer kleinteiligen Form können wir das als Stadt nicht vornehmen.“
Als Ergebnis der vielen Gespräche und Workshops gab es zum einen den obligatorischen Abschlussbericht mit zahlreichen Verbesserungsvorschlägen an die Stadt Köln. Zum anderen konnte die Künstlergruppe WochenKlausur auch ihre seit 1993 verfeinerte Methode für einen Startimpuls im Sinne längerfristiger lokaler Initiativen und Vernetzung anwenden. Seit dem 21. Juni 2014 ist daraus der „Deutz Dialog“ entstanden, als informelles Dach der verschiedensten Deutzer Initiativen. Um den Düxer Bock gibt es die Patenschaft „Bock auf Garten“ für die Grünanlage, eine Initiative für „Gemeinschaftsgärten“ im öffentlichen Raum. Seit 2016 ist auch der Brunnen wieder in Betrieb. Ebenso hat die Stadt Köln zwei Parkbänke aufgestellt.
Am 4. Mai 2017 beschloss die zuständige Bezirksvertretung I, Innenstadt/Deutz, einstimmig „Am Düxer Bock“ als Namen des Platzes. Am 15. Juli 2017 wurde das Platz-Schild feierlich eingeweiht.
Die im Abschlussbericht der WochenKlausur angeregten baulichen Verbesserungen und eine Wiedereröffnung des Cafés am Platz „Am Düxer Bock“ sind noch offen.

## Rezeption
Die Geschichte vom Düxer Bock zwischen dem reichen Steuereinnehmer und dem armen Schneider wurden vielfältig bearbeitet. Neben Karnevalsliedern, Gedichten, Aufführungen gibt es auch eine Operette und eine Volksoper.
- Aufführung „D'r Düxer Bock“ (für das Hänneschen-Theater) von Wilhelm Schneider-Clauß.
- Gedicht „Da Düxer Bock un de Schnied're“ (aufgeschrieben von Th. Schumacher) in: Deutzer Bürgervereinigung (Hrsg.): Deutz 1888 - 1988. 100 Jahre Eingemeindung, S. 206–207.